# Kenji Koyama
Kenji Koyama (japanisch 小山 健二 Koyama Kenji; * 5. September 1972 in der Präfektur Hiroshima) ist ein ehemaliger japanischer Fußballspieler.

## Karriere
Koyama erlernte das Fußballspielen in der Schulmannschaft der Itsukaichi High School und der Universitätsmannschaft der Fukuoka-Universität. Seinen ersten Vertrag unterschrieb er 1995 bei den Ōita Trinita. 2002 wurde er mit dem Verein Meister der J2 League und stieg in die J1 League auf. 2004 wechselte er zum Zweitligisten Yokohama FC. 2006 wurde er mit dem Verein Meister der J2 League und stieg in die J1 League auf. Am Ende der Saison 2007 stieg der Verein wieder in die J2 League ab. Für den Verein absolvierte er 46 Spiele. Ende 2009 beendete er seine Karriere als Fußballspieler.